# Universidad Politécnica de Valencia
La Universidad Politécnica de Valencia (nombre oficial: Universitat Politècnica de València) o UPV es una universidad pública española con sede en Valencia. La UPV está organizada en once escuelas técnicas superiores, dos facultades y una escuela de doctorado, que se encargan de organizar la docencia de 39 grados, 9 dobles grados, 77 másteres, 12 dobles másteres y 30 programas de doctorado. Cuenta con 42 departamentos y 45 centros e institutos de investigación.

## Historia

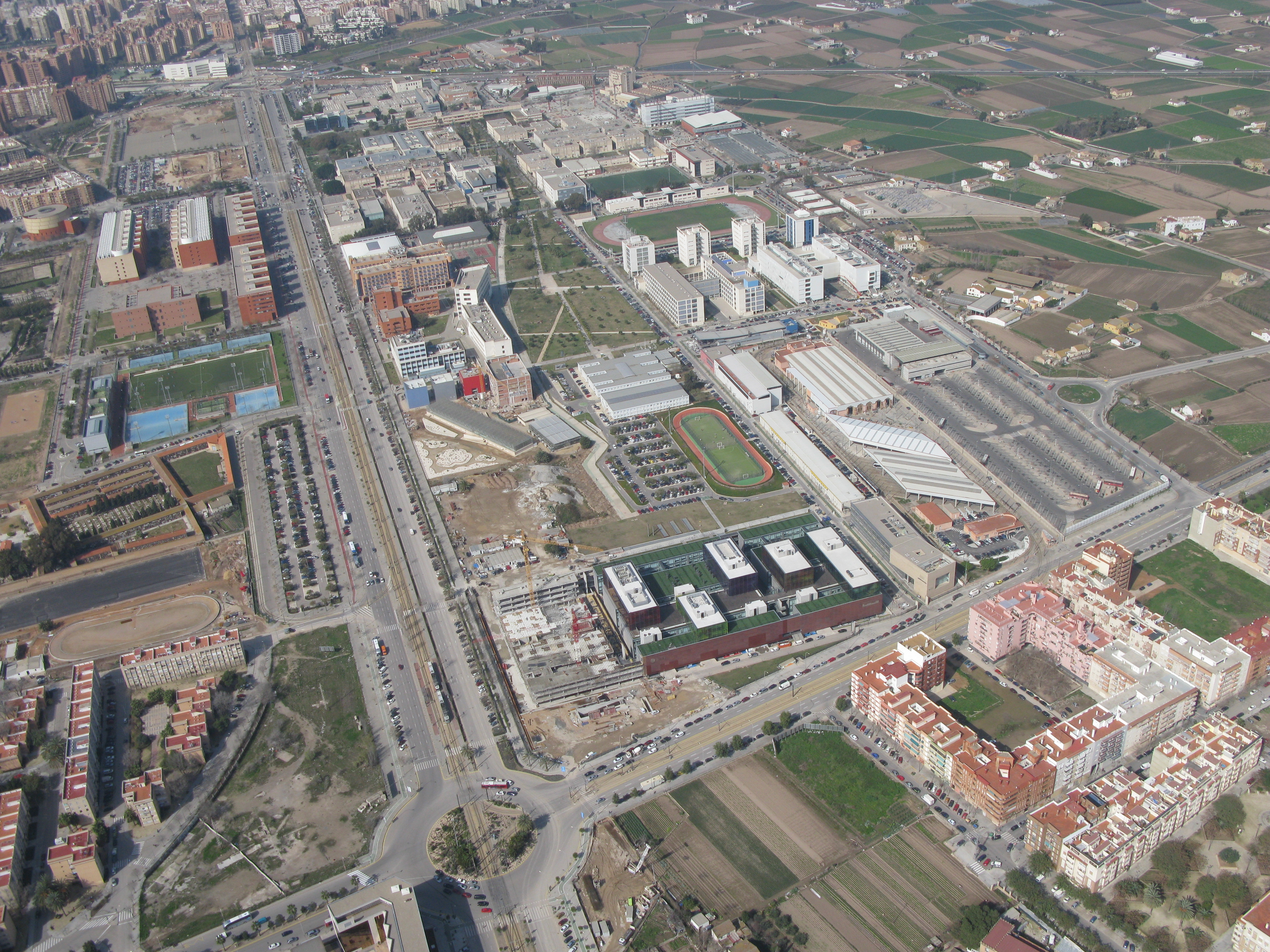
Campus de Vera.

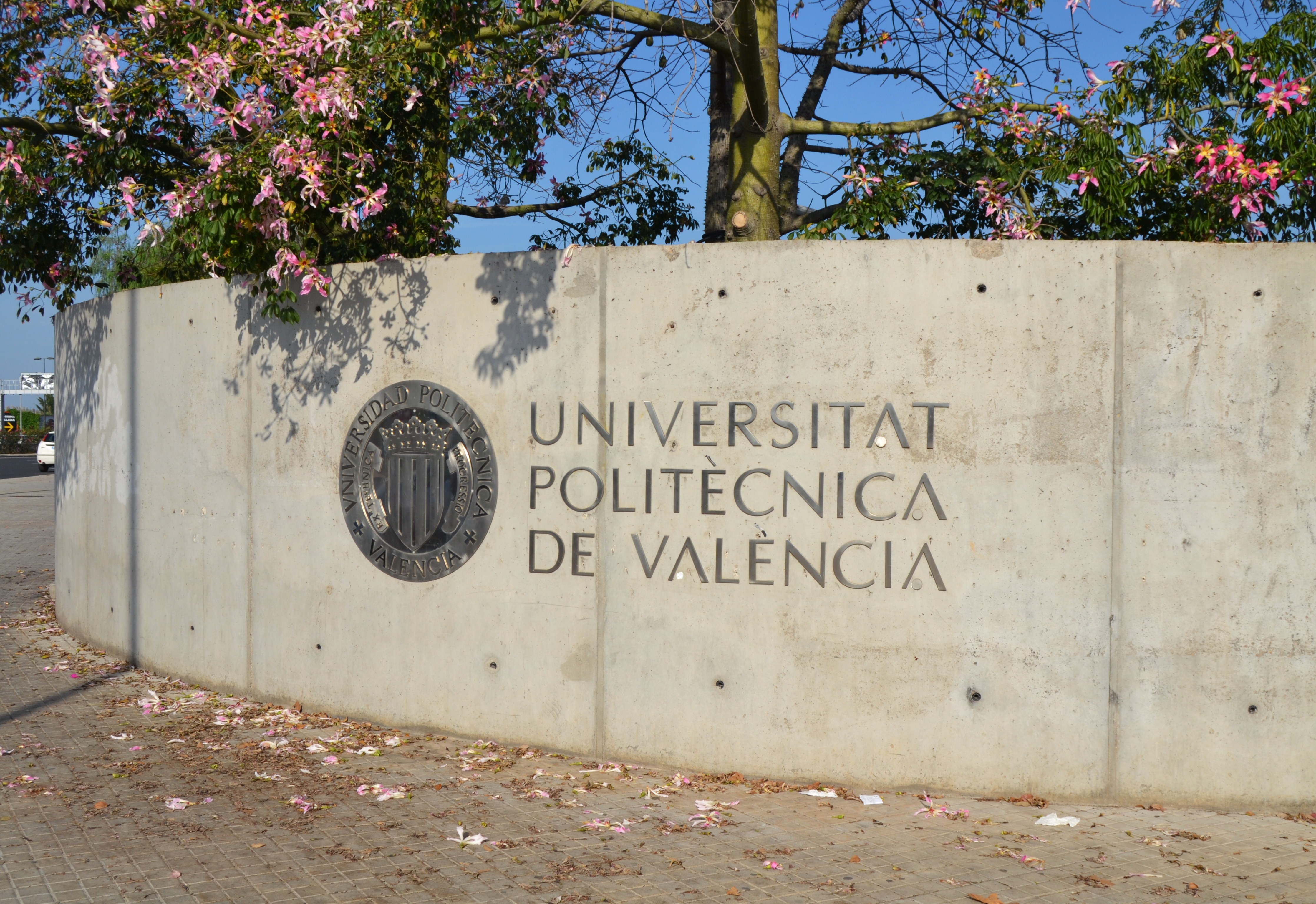
Logo de la institución situado en el extremo oeste del Campus de Vera

El germen de lo que hoy es la UPV se remonta al curso 1968-1969, cuando se crea el Instituto Politécnico Superior de Valencia, en virtud del Decreto-Ley 5/1968 de 6 de junio, que integra cuatro centros: la Escuela Técnica Superior de Ingenieros Agrónomos, constituida en 1959; la Escuela Técnica Superior de Arquitectura, que venía funcionando desde 1966 como sección delegada de la Escuela de Barcelona; la Escuela Técnica Superior de Ingenieros de Caminos, Canales y Puertos, y la Escuela Técnica Superior de Ingenieros Industriales, ambas creadas en 1968, en virtud del Decreto 1731/1968, de 24 de octubre.
Este último decreto disponía que en el curso académico 1968-1969, además de los estudios de Ingeniero Agrónomo, se impartiera en el Instituto Politécnico Superior de Valencia el primer curso de Ingeniero de Caminos, Canales y Puertos e Ingenieros Industriales y el primer, segundo y tercer curso de Arquitectura.
Durante ese primer curso, la Escuela de Agrónomos se traslada al paseo al Mar (posteriormente avenida Blasco Ibáñez) y en ella se imparten también los primeros cursos de las nuevas ingenierías, mientras que la ETS de Arquitectura se instala provisionalmente en el Palacio de la Exposición de 1909, edificio cedido por el Ayuntamiento de Valencia hasta la finalización de las obras en los terrenos expropiados en su momento en el camino de Vera.
En 1970, el Instituto Politécnico Superior se traslada al campus de Vera y un año más tarde, en 1971  (Decreto 495/1971 del 11 de marzo por el que se aprueba la estructura departamental del Instituto Politécnico Superior de Valencia y se constituye en Universidad Politécnica) la institución se constituye definitivamente como universidad, pasando a denominarse Universidad Politécnica de Valencia, siendo su primer rector Rafael Couchoud Sebastiá.
Al núcleo inicial se fueron incorporando el resto de centros: el Centro de Ingeniería Técnica Industrial de Alcoy (hoy Escuela Politécnica Superior de Alcoy), Ingeniería Técnica superior de Diseño de Valencia (hoy Escuela Técnica Superior de Ingeniería Aeronáutica y Diseño Industrial), Ingeniería Técnica de Obras Públicas de Alicante (transferida a la Universidad de Alicante en 1991), Ingeniería Técnica Agrícola de Valencia (hoy integrada junto con la ETS de Ingenieros Agrónomos en la Escuela Técnica Superior de Ingeniería Agronómica y del Medio Natural), Ingeniería Técnica Agrícola de Orihuela (transferida a la Universidad Miguel Hernández en 1997), Arquitectura Técnica (hoy ETS de Ingeniería de Edificación) y la Facultad de Bellas Artes.
Más adelante, se crean la Escuela Universitaria de Informática y la Facultad de Informática (hoy integradas en la Escuela Técnica Superior de Ingeniería Informática), la Escuela Técnica Superior de Ingeniería Geodésica, Cartográfica y Topográfica, y la Escuela Técnica Superior de Ingenieros de Telecomunicación.
En 1993, se funda la Escuela de Gandía y un año más tarde, en 1994, el centro de Alcoy pasa a ser Escuela Politécnica Superior, rango que también alcanza el centro de Gandia durante el curso académico 1999-2000. Asimismo, durante ese curso, se pone en marcha la Facultad de Administración y Dirección de Empresas.

## Campus
La UPV tiene tres campus.

### Campus de Vera

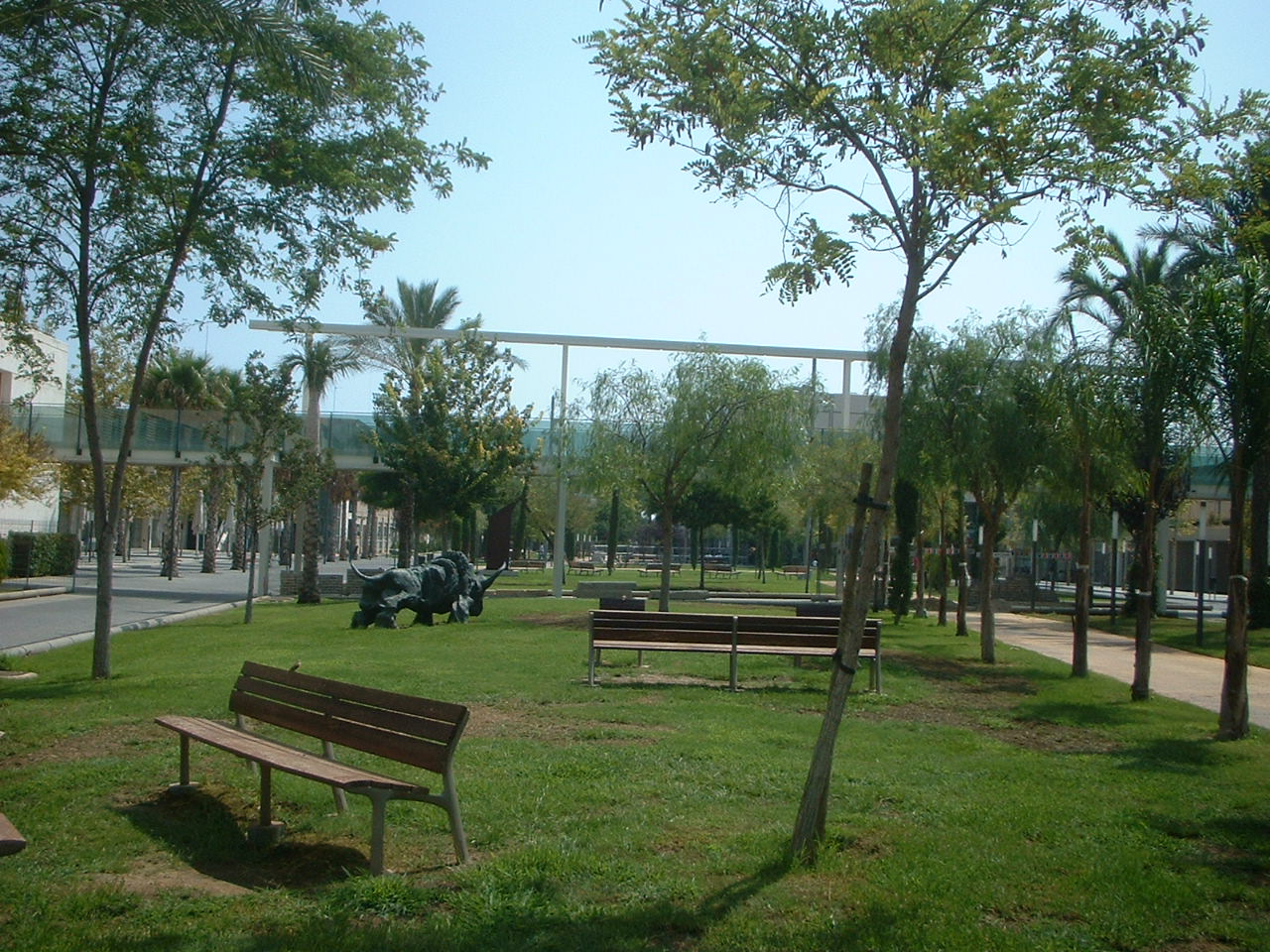
Ágora del Campus de Vera

Es el campus principal de la UPV y está ubicado al norte de la ciudad de Valencia, en el Camino de Vera, entre la salida de la Autopista A-7 hacia Cataluña (Actual V-21) y el mar, del que está muy cerca.
Ocupa una parcela de 558 306 m² en la que se distribuyen diversos edificios que albergan 462.848 m² de superficie construida en varias alturas.
Su construcción se ha realizado por fases. Comenzó en 1970 con la primera, que hoy ocupa la Escuela técnica superior de Ingeniería de la Edificación. En 1975 se construyó la segunda fase, integrada por la zona del Ágora, Rectorado y las escuelas de Agrónomos, Caminos, Canales y Puertos, Industriales y Arquitectura y a partir de los años noventa comenzó a expandirse hacia el este hasta llegar a los edificios que integran la Ciudad Politécnica de la Innovación (CPI).

### Campus de Alcoy

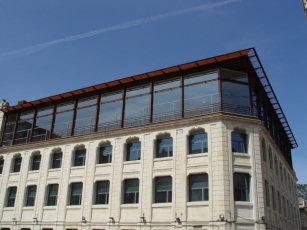
Fachada de la biblioteca en el edificio Carbonell del Campus de Alcoy

La Escuela Politécnica Superior de Alcoy se encuentra ubicada en el casco urbano de la ciudad de Alcoy en el edificio del Viaducto, las antiguas fábricas de Ferrándiz y Carbonell (tres edificios emblemáticos de la ciudad de Alcoy), y en el moderno edificio Georgina Blanes Nadal, que incluye dependencias de investigación, pabellón polideportivo y aparcamiento subterráneo.

### Campus de Gandía
La EPSG está ubicada en El Grao de Gandía, a escasos 600 metros de la playa, a 500 metros del puerto y a 3 km de la ciudad. Ocupa una parcela de 25 461 m² sobre la que se sitúan varios edificios con un total de 32.047 m² construidos.

## Organización y administración
Como universidad pública española, la UPV se organiza de acuerdo con lo establecido en la Ley Orgánica 4/2007 de 12 de abril por la que se modifica la Ley Orgánica 6/2001, de 21 de diciembre, de Universidades, en escuelas y facultades (que organizan todos los procesos conducentes a la obtención de los títulos de grado y máster oficial), departamentos (que coordinan la docencia e investigación en las distintas áreas de conocimiento) y centros e institutos de investigación (que pueden ser constituidos en cooperación con otras entidades). Además, y según lo dispuesto en estas leyes, tiene 2 centros externos adscritos.
Los órganos de gobierno de la UPV se dividen en: órganos colegiados (Consejo Social, Consejo de Gobierno, Claustro Universitario, Junta Consultiva, Juntas de Escuela y Facultad y Consejos de Departamento) y unipersonales (rector, vicerrectores, vicerrectoras y directores delegados, secretario general, gerente, decanos y directores y directoras de escuelas, departamentos e institutos universitarios de Investigación).
José Esteban Capilla Romá fue elegido rector de la Universidad Politécnica de Valencia por un período de 4 años en junio de 2021 junto a los miembros del Consejo de Dirección, que está formado por 10 vicerrectores y vicerrectoras, un director delegado, el secretario general y el gerente.

## Centros docentes

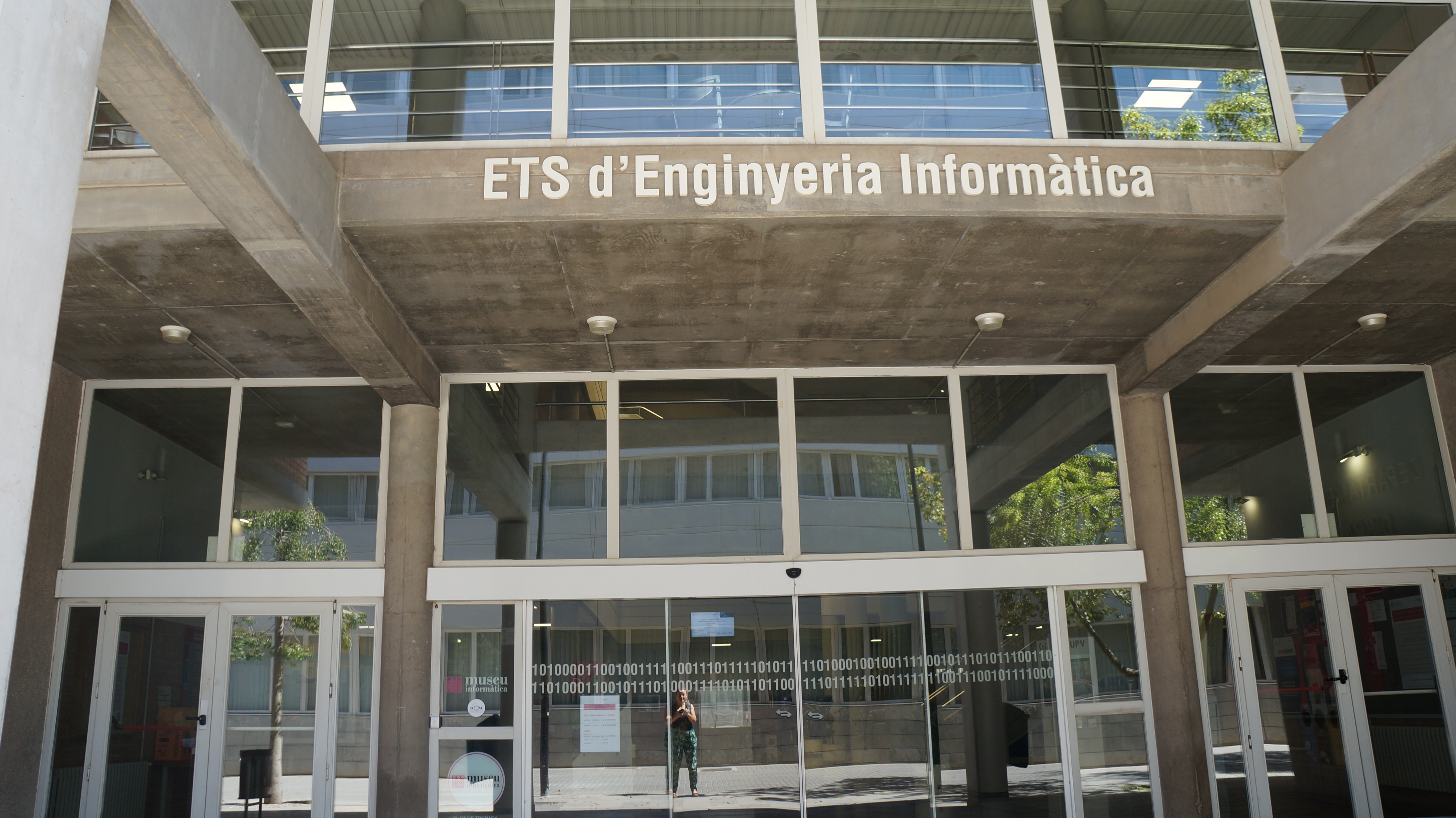
Acceso a la Escuela Técnica Superior de Ingeniería Informática del Campus de Vera

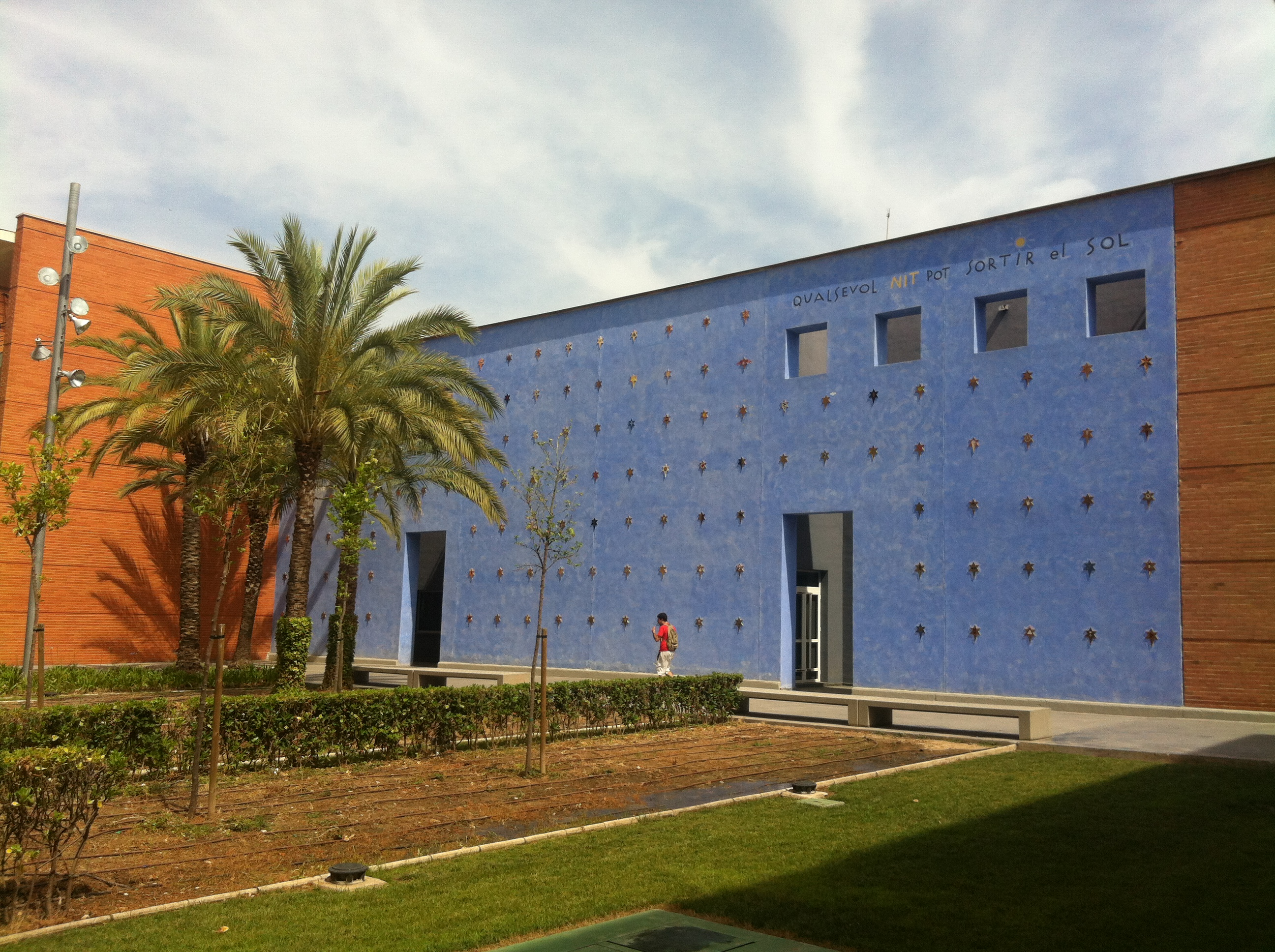
Campus de Gandia de la UPV

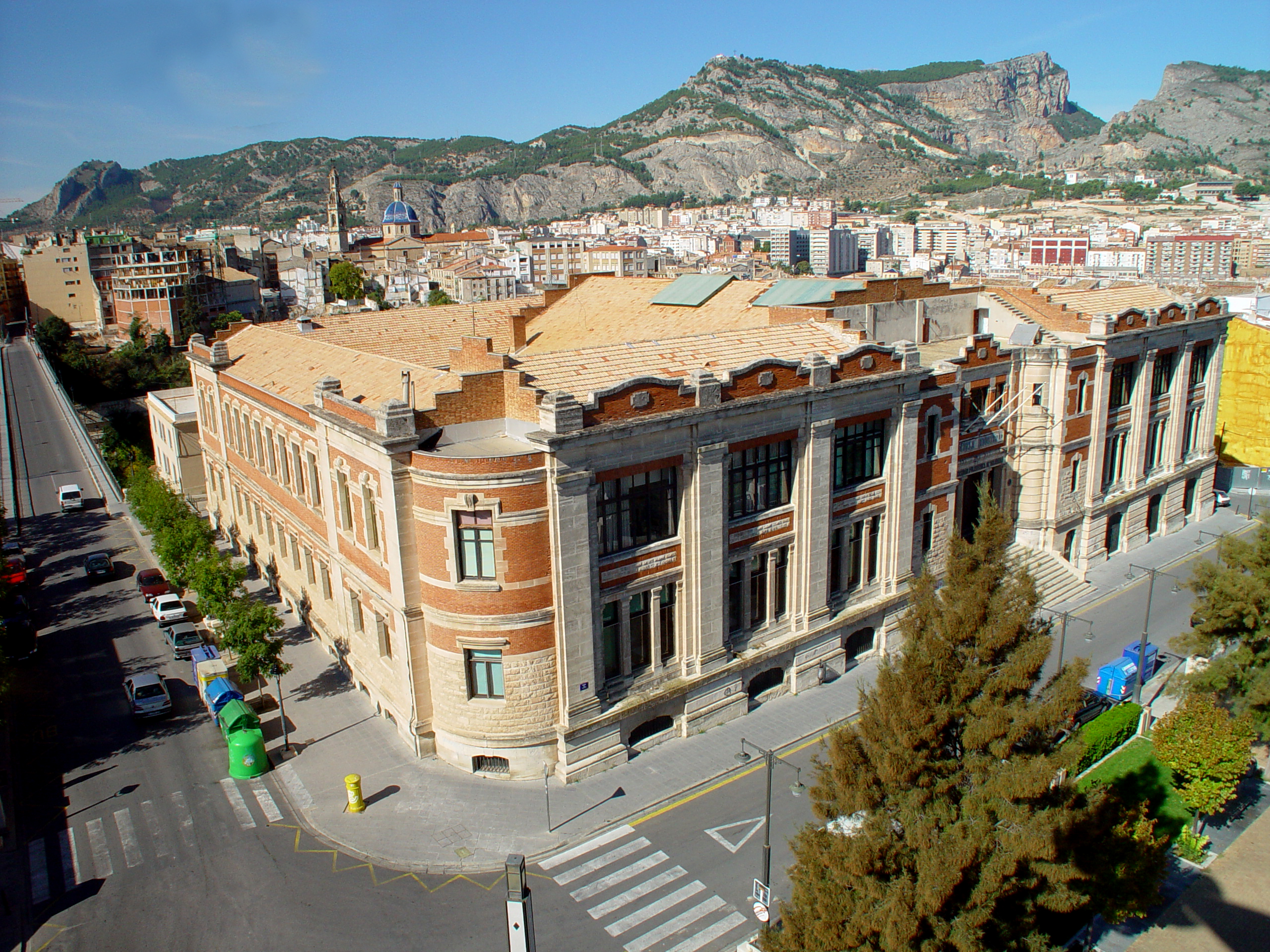
Edificio Viaducte del Campus de Alcoy

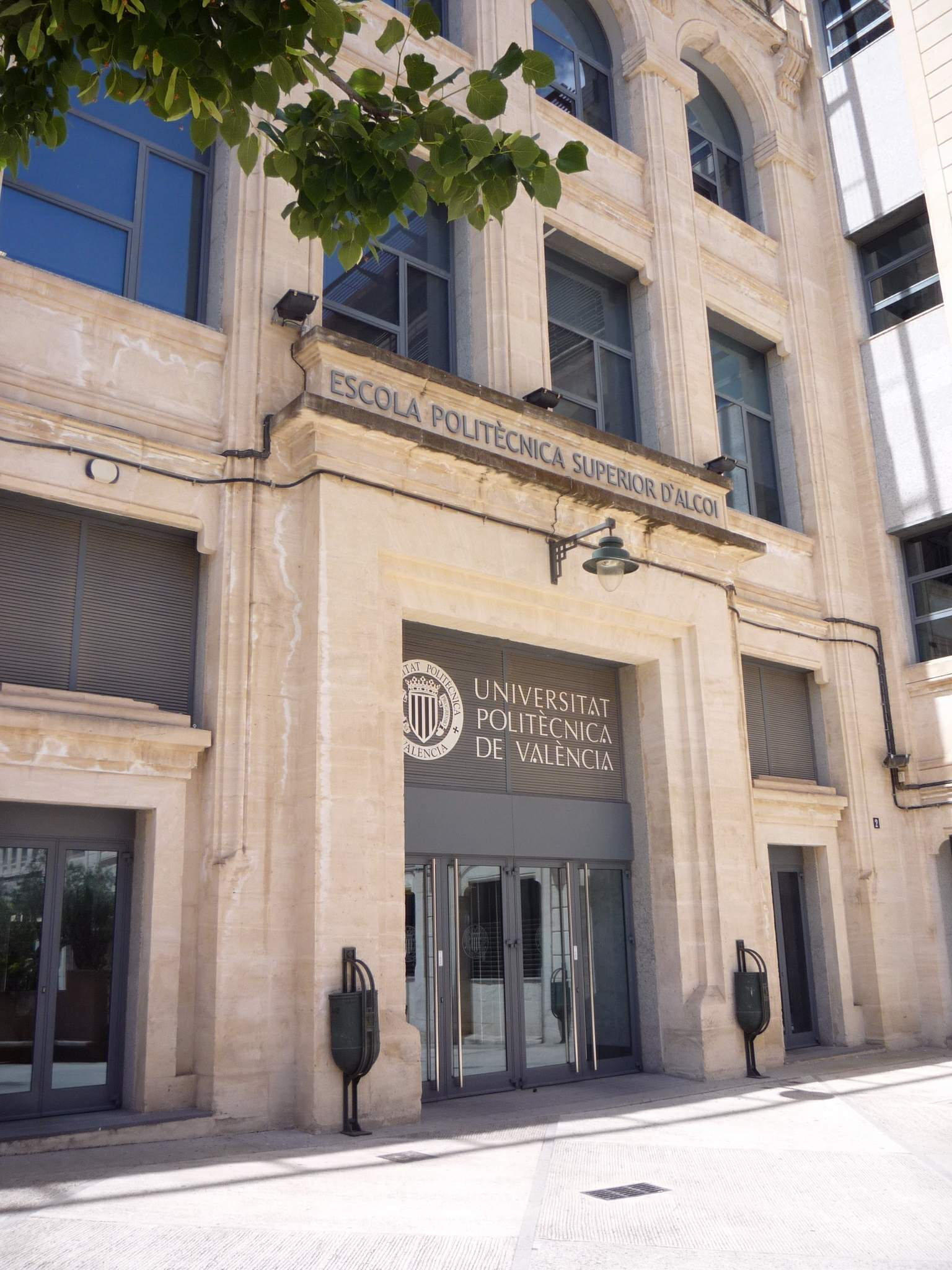
Entrada a la EPSA (Escuela Politécnica Superior de Alcoy)

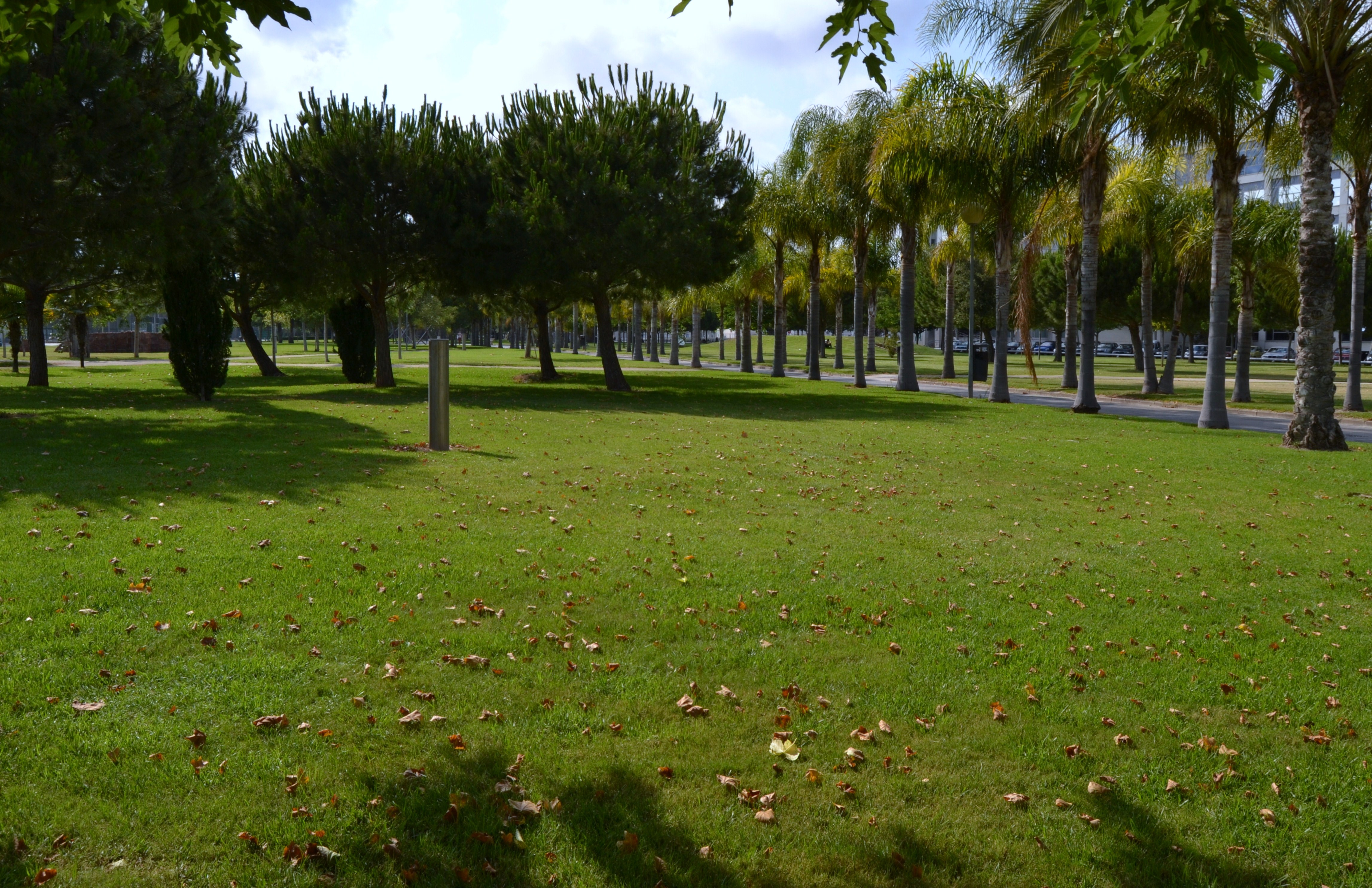
Jardí Central del Campus de Vera

La UPV está constituida por once escuelas y dos facultades, y tiene tres centros adscritos:
- Campus de Valencia
  - Escuela Técnica Superior de Arquitectura
  - Escuela Técnica Superior de Ingeniería Agronómica y del Medio Natural
  - Escuela Técnica Superior de Ingeniería Aeroespacial y Diseño Industrial
  - Escuela Técnica Superior de Ingeniería de Edificación
  - Escuela Técnica Superior de Ingeniería Geodésica, Cartográfica y Topografía
  - Escuela Técnica Superior de Ingeniería Informática
  - Escuela Técnica Superior de Ingeniería de Caminos, Canales y Puertos
  - Escuela Técnica Superior de Ingenieros Industriales
  - Escuela Técnica Superior de Ingenieros de Telecomunicación
  - Facultad de Administración y Dirección de Empresas
  - Facultad de Bellas Artes
- Campus de Alcoy
  - Escuela Politécnica Superior de Alcoy
- Campus de Gandía
  - Escuela Politécnica Superior de Gandía
- Centros adscritos
  - Escuela Universitaria Ford España
  - Florida Universitaria

### Departamentos
La UPV tiene 42 departamentos:
- Biotecnología
- Ciencia Animal
- Composición Arquitectónica
- Comunicación Audiovisual, Documentación e Historia del Arte
- Comunicaciones
- Conservación y Restauración de Bienes Culturales
- Construcciones Arquitectónicas
- Dibujo
- Economía y Ciencias Sociales
- Ecosistemas Agroforestales
- Escultura
- Estadística e Investigación Operativa Aplicadas y Calidad
- Expresión Gráfica Arquitectónica
- Ingeniería Biomédica
- Física Aplicada
- Ingeniería Agroalimentaria y del Medio Rural
- Informática de Sistemas y Computadores
- Ingeniería Cartográfica Geodesia y Fotogrametría
- Ingeniería de la Construcción y de Proyectos de Ingeniería Civil
- Ingeniería de Sistemas y Automática
- Ingeniería del Terreno
- Ingeniería e Infraestructura de los Transportes
- Ingeniería Eléctrica
- Ingeniería Electrónica
- Ingeniería Gráfica
- Ingeniería Hidráulica y Medio Ambiente
- Ingeniería Mecánica y de Materiales
- Ingeniería Química y Nuclear
- Ingeniería Textil y Papelera
- Lingüística Aplicada
- Máquinas y Motores Térmicos
- Matemática Aplicada
- Mecánica de los Medios Continuos y Teoría de Estructuras
- Organización de Empresas
- Pintura
- Producción Vegetal
- Proyectos Arquitectónicos
- Proyectos de Ingeniería
- Química
- Sistemas Informáticos y Computación
- Tecnología de Alimentos
- Termodinámica Aplicada
- Urbanismo

### Centros e institutos universitarios de investigación
La UPV tiene, además, 45 centros e institutos universitarios de investigación, entre propios y mixtos o concertados:
- Centro Avanzado de Microbiología de Alimentos
- ICentro de Gestión de la Calidad y del Cambio
- Centro de Investigación Acuicultura y Medio Ambiente (ACUMA)
- Centro de Investigación Arte y Entorno
- Centro de Investigación e Innovación en Bioingeniería
- Centro de Investigación en Gestión e Ingeniería de Producción
- Centro de Investigación en Gestión de Empresas (CEGEA)
- Centro de Investigación en Dirección de Proyectos, Innovación y Sostenibilidad (PRINS)
- Centro de Investigación de Ingeniería Económica
- Centro de Investigación en Ingeniería Mecánica
- Centro de Investigación en Métodos de Producción de Software
- Centro de Investigación Pattern Recognition and Human Language Technology
- Centro de Investigación en Tecnologías Gráficas
- Centro de Tecnologías Físicas: Acústica, Materiales y Astrofísica
- Centro Valenciano de Estudios sobre el Riego (CEVER)
- Instituto Agroforestal Mediterráneo
- Instituto de Automática e Informática Industrial
- Instituto Universitario de Ciencia y Tecnología Animal
- Instituto Universitario de Ciencia y Tecnología del Hormigón (ICITECH)
- Instituto Universitario CMT - Motores Térmicos
- Instituto Universitario de Conservación y Mejora de la Agrodiversidad Valenciana
- Instituto Universitario de Ingeniería del Agua y del Medio Ambiente
- Instituto Universitario de Ingeniería de Alimentos para el Desarrollo
- Instituto Universitario de Investigación Concertado de Ingeniería Mecánica y Biomecánica
- Instituto Universitario de Ingeniería Energética
- Instituto Universitario de Matemática Multidisciplinar
- Instituto Universitario de Matemática Pura y Aplicada
- Instituto Universitario de Restauración del Patrimonio (IRP)
- Instituto Universitario de Seguridad Industrial, Radiofísica y Medioambiental
- Instituto Universitario de Tecnología Nanofotónica
- Instituto Universitario de Tecnologías de la Información y Comunicaciones (ITACA)
- Instituto Universitario de Telecomunicación y Aplicaciones Multimedia
- Instituto Universitario Mixto de Biología Molecular y Celular de Plantas I
- nstituto Universitario Mixto de Biomecánica de Valencia
- Instituto Universitario Mixto de Tecnología de Informática
- Instituto Universitario Mixto de Tecnología Química
- Instituto Interuniversitario de Investigación de Reconocimiento Molecular y Desarrollo Tecnológico
- Instituto de Diseño para la Fabricación y Producción Automatizada
- Instituto de Investigación e Innovación en Bioingeniería
- Instituto de Investigación para la Gestión Integrada de Zonas Costeras
- Instituto de Tecnología de Materiales
- Instituto del Transporte y Territorio
- Instituto Valenciano de Investigación en Inteligencia Artificial
- Instituto de Gestión de la Innovación y del Conocimiento
- Instituto de Instrumentación para Imagen Molecular
- Instituto de Tecnología Eléctrica

## Investigación

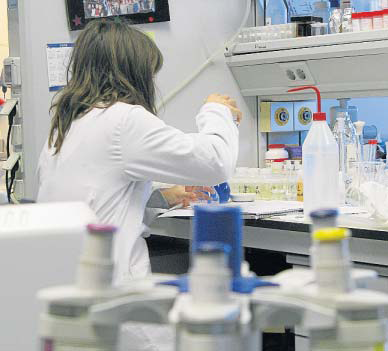
Investigadora en la UPV

Uno de los pilares de su actividad es su capacidad investigadora. En los últimos años, la actividad de I+D+i ha crecido a un ritmo cercano al 23%. Según los últimos datos publicados (periodo 2006-2009) la UPV es líder entre las universidades españolas en ingresos por licencias. La Universidad tiene, además, su propio parque científico, llamado Ciudad Politécnica de la Innovación, que comprende un espacio de 140 000 m², y agrupa al 60% del colectivo activo en I+D, es decir, a unos 1 000 investigadores y 500 personas de apoyo.

### Estructuras de investigación
Las líneas de actividad de los institutos universitarios son las siguientes:
- Instituto Universitario de Ciencia y Tecnología del Hormigón (ICITECH):

Creado en 2005, su objetivo es sumar los esfuerzos de los distintos grupos que desde la UPV trabajan en el ámbito del hormigón, la construcción y las estructuras. Su ámbito de investigación se centra en la caracterización de materiales, ensayos de estructuras y elementos constructivos, desarrollo de modelos, asesoría y consultoría especializada.
- Instituto Universitario de Tecnologías de la Información y Comunicaciones (ITACA):

Su campo de investigación abarca las áreas de sistemas electrónicos digitales, electrónica industrial, sistemas informáticos de altas prestaciones, sistemas de telecomunicaciones, sistemas para la atención de la salud y aplicaciones industriales del electromagnetismo.
- Instituto Universitario de Automática e Informática Industrial. AI2:

Sus actividades se centran en la aplicación de la ingeniería de sistemas y las Tecnologías de la Información y las Comunicaciones en los procesos productivos. Sus líneas fundamentales de investigación son la robótica, la informática industrial, la visión por computador, la informática gráfica y el control de procesos.
- Instituto Universitario CMT*Motores Térmicos:

El Instituto CMT*Motores Térmicos, dedicado al estudio de los motores térmicos, tiene mucha actividad internacional en la investigación y el desarrollo de motores diésel, con más de 25 años de experiencia en investigación avanzada en el sector de la automoción.
- Instituto Universitario de Conservación y Mejora de la Agrodiversidad Valenciana:

Sus objetivos son la recuperación, conservación y mejora de la diversidad agrícola y, en particular, de las variedades tradicionales valencianas. Para la consecución de estos objetivos, combina las técnicas de mejora genética y las nuevas herramientas de la biotecnología.
- Instituto Universitario de Ingeniería del Agua y Medio Ambiente. IIAMA:

El IIAMA desarrolla sus líneas de investigación alrededor de las áreas relacionadas con el agua y el medio ambiente, y abarca todos los procesos relacionados con el ciclo hidrológico del agua.
- Instituto Universitario de Ingeniería de Alimentos para el Desarrollo:

Desde su constitución, el Instituto pretende incidir en aspectos del desarrollo vinculados directamente con los alimentos, como un aprovechamiento más racional de los recursos naturales, una mayor calidad y seguridad en los alimentos, y unos procesos de fabricación y conservación más higiénicos, eficientes y respetuosos con el medio ambiente.
- Instituto Universitario de Matemática Multidisciplinar. IMM:

Este instituto universitario se dedica a la investigación, el desarrollo tecnológico y la innovación en el ámbito de la matemática aplicada, con una vocación de interacción multidisciplinar con el entorno tecnológico y social.
- Instituto Universitario de Matemática Pura y Aplicada. IUMPA:

El IUMPA trabaja en la Comunitat Valenciana en el campo de las matemáticas, sobre todo en el ámbito de la matemática pura, en la dirección de ciencia básica y en la colaboración con otros centros y departamentos.
- Instituto Universitario de Restauración del Patrimonio. IRP:

Sus actividades se centran en la conservación y restauración del patrimonio histórico*artístico, y se estructura en dos áreas temáticas: el Área de Intervención en el Patrimonio Pictórico y Escultórico, y el Área de Intervención en el Patrimonio Arquitectónico.
- Instituto Universitario de Tecnología Nanofotónica. NTC:

Este instituto es líder europeo en micro/nanofabricación de estructuras de silicio para desarrollar nanotecnología y nanociencia, en particular, las posibles aplicaciones de la fotónica en áreas como los sistemas y redes de fibra óptica, biofotónica, defensa, seguridad, computación fotónica, etc.
- Instituto Universitario de Telecomunicación y Aplicaciones Multimedia. iTEAM:

El iTEAM desarrolla sus actividades de investigación, desarrollo e innovación en áreas como las comunicaciones ópticas, las comunicaciones móviles, el tratamiento de audio, las aplicaciones de las microondas, la radiación electromagnética, el tratamiento de la señal, las comunicaciones multimedia, etc.
- Instituto Universitario Mixto de Biología Molecular y Celular de Plantas. IBMCP:

Centro mixto de la UPV y del Consejo Superior de Investigaciones Científicas (CSIC), su objetivo es generar conocimiento para obtener plantas con una mayor productividad, calidad de fruto o propiedades de alto valor añadido, y más resistentes al estrés para contribuir a una agricultura menos agresiva con el entorno.
- Instituto Universitario Mixto de Biomecánica de Valencia. IBV:

El IBV es un centro tecnológico que estudia el comportamiento del cuerpo humano y su relación con los productos, entornos y servicios que utilizan las personas. Es un centro concertado entre el Instituto de la Pequeña y Mediana Industria de la Generalidad Valenciana (IMPIVA) y la UPV que se dedica a mejorar la calidad de vida de las personas en los ámbitos de las tecnologías de la salud y el bienestar.
- Instituto Universitario Mixto de Tecnología Química. ITQ:

El ITQ, centro mixto de la UPV y del Consejo Superior de Investigaciones Científicas (CSIC), centra sus investigaciones en el ámbito de las tecnologías químicas y materiales, en el desarrollo de catalizadores, la transformación de biomasa en energía o las aplicaciones para células fotovoltaicas, almacenamiento de hidrógeno y pilas de combustible.
- Instituto Universitario Mixto Tecnológico de Informática. ITI:

El ITI es un centro tecnológico especializado en Tecnologías de la Información y las Comunicaciones, en áreas como la visión artificial, biometría, tecnologías de procesamiento del lenguaje humano, interfaces multimodales, calidad y testeo del software, inteligencia computacional, realidad aumentada, procesado de señales biomédicas, redes de comunicaciones, etc. Pertenece a la Red de Institutos Tecnológicos de la Comunidad Valenciana (REDIT).
- Instituto Universitario de Ciencia y Tecnología Animal:

La misión del Instituto de Ciencia y Tecnología Animal es el desarrollo de investigaciones en el ámbito de la tecnología aplicada a la producción animal y de la ciencia básica asociada, con el objetivo de mejorar los sistemas productivos, la competitividad de las empresas ganaderas y su sostenibilidad.
- Instituto Universitario de Ingeniería Energética:

Este centro aborda desde una perspectiva multidisciplinar la investigación, el desarrollo tecnológico y la innovación en los campos de las energías térmica, eléctrica, nuclear, energías renovables y sistemas avanzados.
- Instituto Universitario de Seguridad Industrial, Radiofísica y Medioambiental. ISIRYM:

El ISIRYM inició su actividad en 2004 y desde entonces destaca por sus investigaciones en los campos de la ingeniería electroquímica, la corrosión, la seguridad nuclear, los procesos de membrana y los reactores. Posee un reconocido prestigio internacional dentro del área de la seguridad nuclear y la ingeniería electroquímica.
Las estructuras propias de investigación de la UPV son:
- Instituto Agroforestal Mediterráneo. IAM:

Este centro orienta su actividad a las áreas de protección y producción de frutos, hortalizas y plantas ornamentales, y ecología en la cuenca mediterránea. Su ámbito de investigación abarca la citricultura y fruticultura, entomología agroforestal, hongos, ecología agroforestal, sustratos, virología, etc.
- Instituto de Diseño para la Fabricación y Producción Automatizada. IDF:

Su actividad se concentra en la investigación, la transferencia tecnológica, el asesoramiento técnico y la docencia en los campos del diseño, el prototipado, la fabricación, la automatización y la robótica, y cubre todo el ciclo de vida del producto, con especial énfasis en la mejora de los procesos productivos.
- Instituto de Investigación para la Gestión Integrada de Zonas Costeras. IGIC:

Ubicado en el grao de Gandía, el IGIC tiene como objetivo desarrollar el conocimiento en diferentes áreas de acción de la gestión integrada: desde la planificación del territorio costero hasta las herramientas tecnológicas de intervención y monitorización de los ecosistemas.
- Instituto de Reconocimiento Molecular y Desarrollo Tecnológico:

Constituido como centro de investigación a finales de 2008, es un instituto interuniversitario de la UPV y la Universidad de Valencia. Su actividad investigadora se centra en los campos de la salud humana, la seguridad, la alimentación y el medio ambiente. Más en concreto, en el desarrollo de sensores químicos, estudios farmacológicos, nuevos materiales, nuevos métodos y equipos microelectrónicos.
- Instituto de Tecnología de Materiales:

El Instituto de Tecnología de Materiales centra sus actividades de investigación, desarrollo e innovación en la “ciencia de los materiales”, en ámbitos como la investigación en nuevos materiales, la degradación, el reciclaje de polímeros y materiales para la construcción, la metalurgia y los plásticos.
- Instituto del Transporte y Territorio:

Sus actividades se centran en el desarrollo y participación en programas, proyectos y redes de investigación en el ámbito de los transportes y su impacto en el territorio, mediante un equipo interdisciplinar.
- Instituto de Gestión e Innovación del Conocimiento. INGENIO:

El Instituto INGENIO, centro mixto de la UPV y el Consejo Superior de Investigaciones Científicas (CSIC), centra su actividad en los estudios sobre innovación y el análisis de las relaciones entre ciencia e innovación, y de las políticas públicas de ciencia, tecnología e innovación.
- Instituto de Instrumentación para Imagen Molecular. I3M:

Centro mixto de la UPV, el Consejo Superior de Investigaciones Científicas (CSIC) y el Centro de Investigaciones Energéticas, Medioambientales y Tecnológicas (CIEMAT), su actividad prioritaria consiste en la investigación de nuevas técnicas de instrumentación científica para aplicaciones de imagen en el ámbito biomédico. Más concretamente, su investigación se centra en el desarrollo de instrumentos para la obtención de imágenes moleculares del organismo.
- Instituto Interuniversitario de Investigación en Bioingeniería y Tecnología Orientada al Ser Humano. I3BH:

El i3BH está formado por la Unidad de Bioingeniería de la UPV y los departamentos de Psicología Clínica de las universidades de Valencia y Jaime I de Castellón. Su actividad principal se orienta hacia la investigación de las nuevas tecnologías aplicadas a la mejora de las capacidades del ser humano.
- Instituto de Tecnología Eléctrica. ITE:

Creado en 1994 como una asociación de empresas tecnológicas con el soporte del Instituto de la Mediana y Pequeña Industria Valenciana (IMPIVA) y de la UPV, orienta sus servicios, proyectos y productos hacia los sectores de la energía, la electricidad, la electrónica y las comunicaciones.
- Centro Avanzado de Microbiología de Alimentos:

Entre sus investigaciones destaca el desarrollo de nuevos métodos moleculares para detectar de una forma rápida y fiable bacterias que pueden resultar especialmente peligrosas para los consumidores de productos alimenticios.
- Centro de Biomateriales e Ingeniería Tisular:

Centra su actividad en el desarrollo de materiales para la regeneración tisular y el estudio de la interacción de los materiales sintéticos con las células. En él se producen y modifican los materiales, se miden y se caracterizan sus propiedades, y se estudia la interacción biológica mediante el cultivo celular.
- Centro de Gestión de la Calidad y del Cambio:

Creado en 2007 como resultado de la integración de cinco grupos de investigación de la UPV, sus líneas de investigación se centran en la elaboración de modelos de excelencia y calidad, la mejora de procesos, la gestión de la educación superior, las herramientas de gestión del cambio, la gestión de proyectos y su optimización.
- Centro de Ingeniería Económica:

Su actividad investigadora se centra en el ámbito de la valoración y la tasación de diversos activos (inmuebles rurales, urbanos, obras de arte, patrimonio arquitectónico, bienes de equipo, activos financieros, empresas, activos intangibles, etc), en colaboración con otras universidades españolas y extranjeras, así como con los colegios profesionales y la Administración Pública.
- Centro de Investigación Arte y Entorno. CIAE:

Su finalidad es investigar acerca de la interacción existente entre las distintas disciplinas artísticas y su relación con el entorno, fomentando al mismo tiempo la promoción y la difusión del conocimiento.
- Centro de Investigación en Gestión de Empresas (CEGEA):

Creado a finales de los años setenta, el CEGEA desarrolla su labor investigadora y docente en el campo de la formación de posgrado en dirección de empresas agroalimentarias.
- Centro de Investigación de Gestión e Ingeniería de la Producción. CIGIP:

El CIGIP centra su actividad en el ámbito de la gestión y la ingeniería de la producción, a través de la dirección de operaciones, la gestión de la cadena de suministro y de distribución, la modelización y la ingeniería empresarial.
- Centro de Investigación en Métodos de Producción de Software (ProS):

El Centro ProS tiene como objetivo mejorar los métodos de desarrollo de software tradicionales y proporcionar métodos y técnicas nuevos con el fin de desarrollar de forma sistemática y productiva software de calidad.
- Centro de Investigación en Tecnologías Gráficas:

El Centro de Investigación en Tecnologías Gráficas lleva más de una década dedicado a la investigación y el desarrollo de proyectos dentro del mundo de las artes gráficas, la cerámica y la gestión del color.
- Centro de Investigación en Tecnología de Vehículos:

Este centro trabaja en la resolución de problemas técnicos del ámbito industrial relacionados con el sector ferroviario y la automoción. Dentro del grupo destacan las líneas de investigación dedicadas a la integridad estructural, las vibraciones, el ruido, la dinámica de vehículos y la robótica.
- Centro Multidisciplinar de Modelación de Fluidos:

Entre sus líneas de investigación destaca el estudio de nuevas metodologías para el diseño de instalaciones urbanas de suministro de agua y evacuación, y la búsqueda de estrategias de ahorro de agua y de energía.
- Centro de Tecnologías Físicas: Acústica, Materiales y Astrofísica:

Sus principales líneas de investigación son, por una parte, la investigación y el desarrollo de materiales fotónicos y aplicaciones basadas en ellos, y, por otra, la aplicación y el desarrollo de aplicaciones en el ámbito de la acústica.
- Centro Valenciano de Estudios sobre el Riego. CVER:

El CVER es un centro de investigación de carácter multidisciplinar creado en 1996 por la Consejería de Agricultura de la Generalidad Valenciana y la UPV, orientado al conocimiento y la investigación del regadío valenciano, con el objetivo de aportar soluciones para mejorar la eficiencia del riego.
- Centro en Red de Apoyo a la Innovación en la Prevención de Riesgos Laborales:

Este centro es una iniciativa de la UPV y de la Consejería de Economía, Hacienda y Empleo de la Generalidad Valenciana, con el apoyo de diferentes agentes económicos y sociales, cuyo objetivo es la promoción de las actividades de investigación, desarrollo tecnológico e innovación en el ámbito de la prevención de riesgos laborales.
- Centro en Red de I+D+I en Ingeniería Biomédica. CRIB:

Las actividades del CRIB se centran en la aplicación de las Tecnologías de la Información y las Comunicaciones al ámbito de la salud, más conocidas como e*salud. En concreto, trabaja en los campos de la telemedicina y la teleasistencia, sistemas de integración de la información clínica, intervención médica asistida por ordenador o la realidad virtual aplicada a la salud.
- Centro en Red de I+D+I en Ingeniería del Automóvil:

Su objetivo es el desarrollo y la transferencia de tecnología para el sector de la automoción en ámbitos como el desarrollo de productos, asesoramiento, ensayos, certificaciones, formación e información.

### Servicio de Gestión de la I+D+i (SGI)
El Servicio de Gestión de la I+D+i tiene por objeto soportar y potenciar la coordinación y ejecución de los procesos de gestión económica administrativa de la actividad de investigación, innovación y transferencia del conocimiento de la Universidad Politécnica de Valencia, favoreciendo la participación de los investigadores de la UPV en los diversos programas de apoyo a la realización de actividades de I+D+i.

### Servicio de Promoción y Apoyo a la Investigación, Innovación y Transferencia (I2T)
El Servicio de Promoción y Apoyo a la Investigación, Innovación y Transferencia (I2T) es la oficina de transferencia de resultados de investigación (OTRI) de la UPV. Su misión es la promoción general de la I+D+i de la UPV y la protección y transferencia de los resultados de su investigación, favoreciendo la interrelación de los investigadores de la UPV con el entorno empresarial.

### Ciudad Politécnica de la Innovación (CPI)

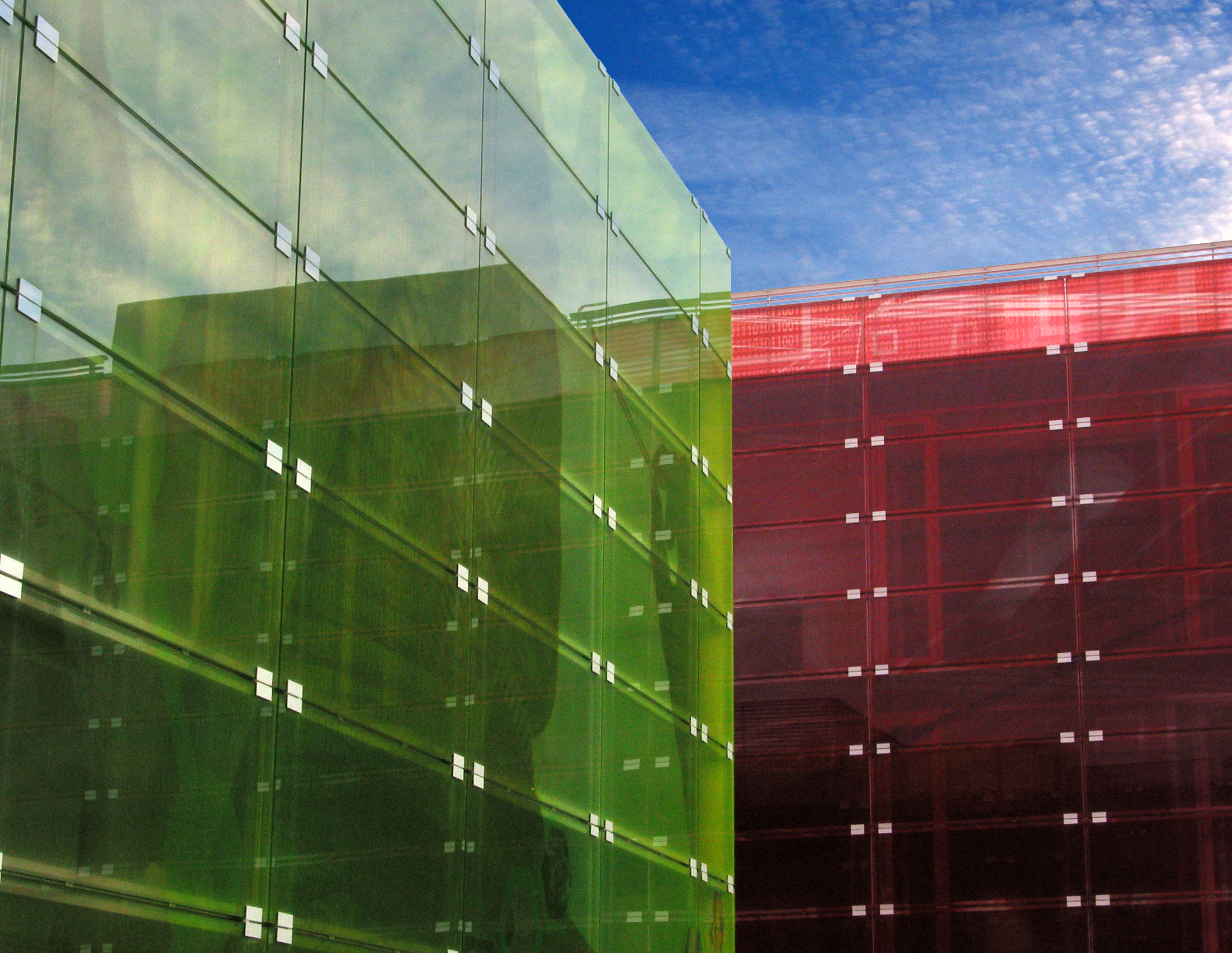
Ciudad Politécnica de la Innovación.

Uno de los grandes proyectos emprendidos por la UPV es la denominada Ciudad Politécnica de la Innovación, un parque científico desarrollado en el mismo campus de Vera (Valencia) de la UPV sobre un espacio físico de 140.000 m², con alrededor de 130.000 m² construidos. La CPI está gestionada a través de la Fundación CPI, cuya misión es velar por el adecuado cumplimiento de los objetivos definidos por el patronato de la Fundación en el marco de la CPI y de la adecuada coordinación con las unidades de la UPV que prestan servicios a los usuarios del parque científico. También se encuentra la ITM

## Biblioteca

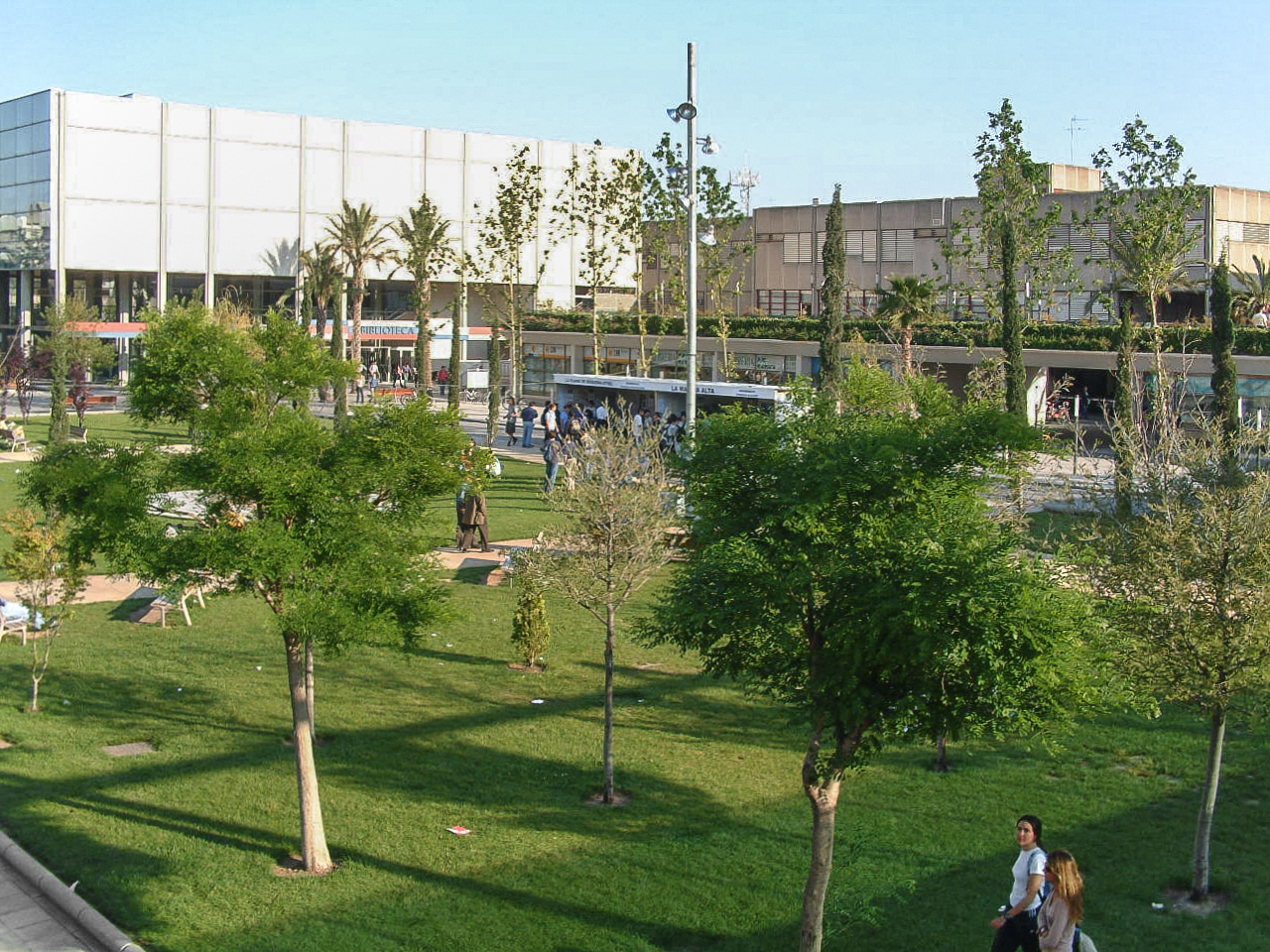
Biblioteca UPV en el Ágora

La Biblioteca de la Universidad Politécnica de Valencia integra un total de 12 bibliotecas y salas de estudio con un total de 13.001 m² y 3.232 puestos de lectura y alberga en sus fondos más de 550.000 monografías en papel, 24.000 libros electrónicos y 19.000 revistas electrónicas. Cada año se registran cerca de 2'2 millones de entradas a sus salas y 660.000 préstamos domiciliarios, se descargan casi 730.000 documentos y se realizan más de 6'7 millones de consultas al catálogo.
También gestiona el repositorio institucional RiuNet y la plataforma OJS de revistas en abierto PoliPapers.
Su sede principal está ubicada en el Ágora del Campus de Vera.

## Servicio Integrado de Empleo
El Servicio Integrado de Empleo (SIE) es el órgano impulsor y gestor de cuantas iniciativas se adoptan en materia de empleo en la Universidad Politécnica de Valencia y tiene como objetivo contribuir a la mejor inserción laboral de sus titulados/as.
Desde el SIE, se impulsan diversos proyectos, con el objetivo de ayudar a sus graduados a tener un acercamiento al mundo laboral tales como, el observatorio de empleo, cátedras con empresas, gestión de prácticas para alumnado, programas en el extranjero, gestión de ofertas de empleo, orientación laboral y formación para la empleabilidad durante toda su trayectoria profesional en los 3 campus: Alcoy, Gandía y Vera.

## Internacionalización
La Universidad Politécnica de Valencia destaca por su apuesta internacional, y para desarrollar esa dimensión, cuenta con las siguientes estructuras administrativas:

### Oficina de Acción Internacional

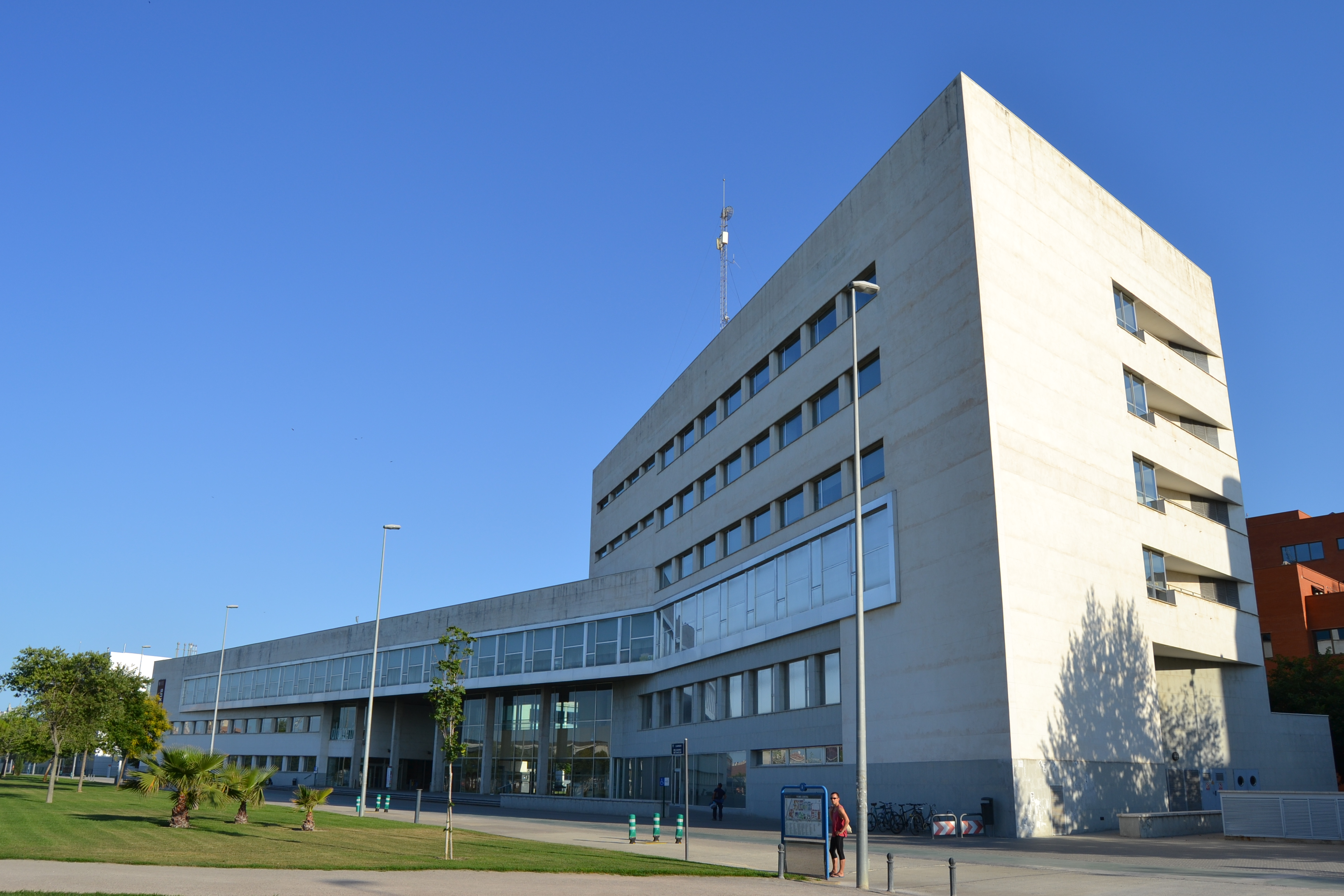
Edificio 6G, sede del Servicio Universitario de Acción Internacional

La Oficina de Acción Internacional (OAI), integrada dentro del Vicerrectorado de Internacionalización y Comunicación de la Universidad Politécnica de Valencia, tiene como finalidad principal coordinar, fomentar y apoyar la participación internacional de la Universidad en programas de posgrado y colaboración académica realizados por convenio con universidades extranjeras, así como promover la participación de la UPV en proyectos internacionales de cooperación académica.

### Oficina de Programas Internacionales de Intercambio
La Oficina de Programas Internacionales de Intercambio (OPII) apoya la realización de actividades docentes con universidades extranjeras y gestiona los programas de intercambio académico con universidades con universidades de Europa y del resto del mundo, así como la movilidad de profesores y del personal de la administración y los servicios.
| EVOLUCIÓN DE LA MOVILIDAD ERASMUS ENVIADA/RECIBIDA (ÚLTIMOS 10 CURSOS ACADÉMICOS) | EVOLUCIÓN DE LA MOVILIDAD ERASMUS ENVIADA/RECIBIDA (ÚLTIMOS 10 CURSOS ACADÉMICOS) | EVOLUCIÓN DE LA MOVILIDAD ERASMUS ENVIADA/RECIBIDA (ÚLTIMOS 10 CURSOS ACADÉMICOS) | EVOLUCIÓN DE LA MOVILIDAD ERASMUS ENVIADA/RECIBIDA (ÚLTIMOS 10 CURSOS ACADÉMICOS) | EVOLUCIÓN DE LA MOVILIDAD ERASMUS ENVIADA/RECIBIDA (ÚLTIMOS 10 CURSOS ACADÉMICOS) | EVOLUCIÓN DE LA MOVILIDAD ERASMUS ENVIADA/RECIBIDA (ÚLTIMOS 10 CURSOS ACADÉMICOS) | EVOLUCIÓN DE LA MOVILIDAD ERASMUS ENVIADA/RECIBIDA (ÚLTIMOS 10 CURSOS ACADÉMICOS) | EVOLUCIÓN DE LA MOVILIDAD ERASMUS ENVIADA/RECIBIDA (ÚLTIMOS 10 CURSOS ACADÉMICOS) | EVOLUCIÓN DE LA MOVILIDAD ERASMUS ENVIADA/RECIBIDA (ÚLTIMOS 10 CURSOS ACADÉMICOS) | EVOLUCIÓN DE LA MOVILIDAD ERASMUS ENVIADA/RECIBIDA (ÚLTIMOS 10 CURSOS ACADÉMICOS) | EVOLUCIÓN DE LA MOVILIDAD ERASMUS ENVIADA/RECIBIDA (ÚLTIMOS 10 CURSOS ACADÉMICOS) | EVOLUCIÓN DE LA MOVILIDAD ERASMUS ENVIADA/RECIBIDA (ÚLTIMOS 10 CURSOS ACADÉMICOS) |
| Curso                                                                             | 99-00                                                                             | 00-01                                                                             | 01-02                                                                             | 02-03                                                                             | 03-04                                                                             | 04-05                                                                             | 05-06                                                                             | 06-07                                                                             | 07-08                                                                             | 08-09                                                                             | 09-10                                                                             |
| --------------------------------------------------------------------------------- | --------------------------------------------------------------------------------- | --------------------------------------------------------------------------------- | --------------------------------------------------------------------------------- | --------------------------------------------------------------------------------- | --------------------------------------------------------------------------------- | --------------------------------------------------------------------------------- | --------------------------------------------------------------------------------- | --------------------------------------------------------------------------------- | --------------------------------------------------------------------------------- | --------------------------------------------------------------------------------- | --------------------------------------------------------------------------------- |
| Alumnos enviados                                                                  | 793                                                                               | 810                                                                               | 879                                                                               | 940                                                                               | 1.027                                                                             | 1.027                                                                             | 1.106                                                                             | 1.046                                                                             | 1.132                                                                             | 1.082                                                                             | 1.147                                                                             |
| Alumnos recibidos                                                                 | 494                                                                               | 693                                                                               | 861                                                                               | 1.089                                                                             | 1.410                                                                             | 1.410                                                                             | 1.665                                                                             | 1.685                                                                             | 1.740                                                                             | 1.696                                                                             | 1.783                                                                             |
| TOTAL                                                                             | 1.287                                                                             | 1.503                                                                             | 1.740                                                                             | 2.029                                                                             | 2.437                                                                             | 2.437                                                                             | 2.771                                                                             | 2.731                                                                             | 2.872                                                                             | 2.778                                                                             | 2.930                                                                             |

Estos datos convierten a la UPV en la quinta universidad europea en número total de estudiantes Erasmus, sumando los enviados y los recibidos, según los datos correspondientes al curso académico 2008-2009 (últimos datos disponibles).
La UPV ofrece también programas de intercambio académico dirigidos a estudiantes, tanto de grado como de postgrado, al personal docente e investigador, y de la administración y de los servicios.

## Medio ambiente
La UPV dispone de un Área de Medio Ambiente, Planificación Urbanística y Ordenación de los Campus que se encarga de realizar las tareas de gestión y control del impacto que la Universidad tiene sobre el medio ambiente, con un doble objetivo: controlar y minimizar el impacto de su labor docente e investigadora, y sensibilizar ambientalmente a los profesionales que está formando.
Asimismo, es la primera[cita requerida] universidad española que posee, desde mayo de 2009, un Sistema de Gestión Ambiental (SGA) certificado según el Reglamento Europeo EMAS y la Norma UNE-EN ISO 14001.
En la memoria 2009-2010 se incluyen algunos datos relativos a su compromiso con el medio ambiente: redujo en un año, de 2008 al 2009, un 7,18% el consumo eléctrico por metro cuadrado construido y un 29,6% el agua consumida por alumno matriculado.

## Campus Escultórico
La Universidad Politécnica de Valencia posee una colección de obras escultóricas de diversos artistas tanto nacionales como internacionales, que convierten a sus tres campus en una auténtica galería del arte al aire libre, es lo que se conoce como Campus Escultórico de la Universidad Politécnica de Valencia.

## Deportes
El deporte forma parte de la Vida universitaria integrándose en la vida curricular de los alumnos y en la vida social del personal como una actividad más. De forma habitual casi el 30% de la comunidad universitaria participa en actividades deportivas y en el curso 2015/2016 más de 11 000 personas se inscribieron en las actividades físicas saludables organizadas por el Servei d'Esports.
Durante el curso 2015-2016, un total de 4.332 usuarios participaron en la Liga Interna de la UPV; 1.161 alumnos tomaron parte en el XXVI Trofeo Universidad; 8.570 usuarios se inscribieron en los programas de actividades deportivas o en alguna de las veintiuna escuelas deportivas;  y 739 participaron en el Programa de Formación Deportiva. 
En cuanto a los resultados deportivos conseguidos durante el curso 2015-2016, destacan las 18 medallas logradas en los Campeonatos de España Universitarios.
La UPV dispone de infraestructuras que permiten la práctica de más de 75 especialidades deportivas diferentes: remo en banco fijo, escalada, tiro con arco, pilota valenciana, taekwondo, atletismo, vela, balonmano, vóley playa, tenis, pádel, ciclismo, esgrima y natación, entre otras.
En el año 2001 recibió el trofeo Joaquín Blume de los Premios Nacionales del Deporte 2000, por su labor en la promoción y fomento del deporte.
Anualmente se otorga el galardón de Deportista de Honor de la UPV, esta distinción la ostentan Abel Antón, Sugoi Uriarte, Jesús Calleja, Marc Coma, Laura Gómez y Amaya Valdemoro entre otros.
Ofrece un servicio de calidad avalado por la certificación de AENOR de su carta de servicios.

## Casa del alumno
La UPV dispone de un edificio en el campus de Vera y espacios en los campus de Alcoy y de Gandía dedicados enteramente a las actividades de los estudiantes. En ellos los alumnos pueden estudiar, hacer trabajos, descansar o realizar actividades de representación estudiantil. Disponen de espacios comunes, aulas de informática, lugares reservados para el ocio con préstamo de diversos juegos, despachos y salas de reuniones.

## Satisfacción
Cada año, la UPV realiza una encuesta sobre inserción laboral a los titulados que recogen su título universitario dos años después de acabada la carrera. Los últimos datos fueron publicados en septiembre de 2010 y corresponden al curso académico 2007-2008, A la encuesta respondieron 2.131 de los 3.917 titulados encuestados. Según estos datos, el 86,8% de los titulados de la UPV encuentra su primer empleo antes de los seis meses desde la finalización de la carrera y el 94,6% de los titulados volvería a cursar estudios en la UPV si tuviera que estudiar de nuevo.

## Doctores honoris causa
- Joaquín Rodrigo Vidre (1901-1999), compositor español. 1988.
- Vicente Aguilera Cerni (1920-2005), crítico de arte, ensayista y académico español. 1990.
- Federico Mayor Zaragoza (1934), alto funcionario español, director general de la Unesco entre 1987 y 1999. 1990.
- Jacques-Yves Cousteau (1910-1997), oficial naval francés, explorador e investigador del mar. 1990.
- Valentina V. Tereshkova (1937), cosmonauta soviética. 1991.
- Paul Anthony Samuelson (1915-2009), economista estadounidense, Premio Nobel de Economía en 1970. 1991.
- Santiago Grisolía García (1923-2022), bioquímico español. 1991.
- Álvaro Siza Vieira (1933), arquitecto portugués. 1992.
- Franco Modigliani (1918-2003), economista italoestadounidense, Premio Nobel de Economía en 1985. 1992.
- José Calavera Ruiz (1931-2023), doctor ingeniero de Caminos, Canales y Puertos. 1992.
- Kisshomaru Ueshiba (1921-1999), aikidoka japonés.1992.
- Francisco Fernández Ordóñez (1930-1992), político español. 1992.
- Norman Foster (1935), arquitecto británico, Premio Príncipe de Asturias de las Artes 2009. 1992.
- Emilio Attard Alonso (1915-1997), político y abogado español.1993.
- Manuel Valdivia Ureña (1928-2014), doctor Ingeniero Agrónomo y catedrático. 1993.
- Santiago Calatrava Valls (1951), arquitecto y escultor español. 1993.
- Francisco Lozano Sanchís (1912-2000), artista español. 1994.
- Vicente Enrique y Tarancón (1907-1994), cardenal español. 1994.
- Rafael Alberti (1902-1999), poeta y escritor español. 1995.
- Gianluigi Colalucci (1929-2021), restaurador italiano. 1995.
- Salvatore Corrado Misseri, catedrático de valoración agraria. 1995.
- James H. Whitelaw (1936-2006), ingeniero, profesor e investigador británico. 1996.
- Darío Maravall Casesnoves (1923-2016), ingeniero español. 1997.
- Luis García Berlanga Martí (1921–2010), guionista y director de cine español. 1997.
- Alicia Alonso (1921-2019), bailarina y coreógrafa cubana. 1998.
- José Saramago (1922-2010), escritor, novelista, poeta, periodista y dramaturgo portugués, Premio Nobel de Literatura en 1998. 1999.
- Hanif M. Chaudhry, ingeniero hidráulico pakistaní. 1999.
- Rudolph A. Marcus (1923), químico estadounidense, Premio Nobel de Química en 1992. 1999.
- Montserrat Caballé (1933-2018), cantante lírica española. 1999.
- Enric Valor i Vives (1911-2000), narrador y gramático español. 1999.
- Vicente Ferrer (1920-2009), filántropo español. 2000.
- Miquel Batllori i Munné (1909-2003), sacerdote e historiador español. 2001.
- Francisco Brines (1932-2021), poeta español. 2001.
- Marcelino Camacho Abad (1918-2010), sindicalista y político español. 2001.
- Nicolás Redondo Urbieta (1927-2023), sindicalista y político español. 2001.
- Jean Dausset (1916-2009), doctor en Medicina francés, Premio Nobel de Fisiología y Medicina en 1980. 2002.
- Daniel Gianola (1947), ingeniero agrónomo y zootecnista uruguayo. 2002.
- Robin Thompson, matemático y estadístico británico. 2002.
- José Antonio Marina (1939), filósofo, ensayista y pedagogo español. 2003.
- Muna Al Hussein (1941), princesa jordana. 2003.
- Luis Giménez Lorente (1920-2006), cartógrafo y farmacéutico español. 2003.
- David W. Thursfield (1946), ingeniero británico. 2004.
- Juan Francisco Gálvez Morros, impulsor de los estudios de Ciencia Animal en España. 2004, a título póstumo.
- Amparo Rivelles (1925-2013), actriz española. 2005.
- Luis Blanes Arques (1929-2009), compositor e investigador musical español. 2005.
- Amable Liñán Martínez (1934), ingeniero aeronáutico español. 2005.
- Pedro Duque Duque (1963), ingeniero aeronáutico y primer astronauta español. 2005.
- Belisario Betancur Cuartas (1923-2018), abogado, literato y político colombiano. 2005.
- Juan Roig Alfonso (1949), empresario español. 2007.
- Enrique Iglesia, químico español. 2007.
- Zubin Mehta (1936), maestro y director de orquesta indio. 2008.
- Valentín Fuster Carulla (1943), cardiólogo español. 2008.
- Jacques Diouf (1938-2019), ingeniero agrónomo senegalés, director general de la FAO. 2009.
- Ferran Adrià Acosta (1962), cocinero español. 2010.
- Francisco Torreblanca (1951), maestro repostero español. 2010.
- Michael López-Alegría (1958), primer astronauta nacido en España en salir al espacio. 2010.
- Antonio Pellicer Martínez (1955), obstetra y ginecólogo español. 2011.